# Hinrich Schmidt-Henkel
 (octobre 2020).
Si vous disposez d'ouvrages ou d'articles de référence ou si vous connaissez des sites web de qualité traitant du thème abordé ici, merci de compléter l'article en donnant les références utiles à sa vérifiabilité et en les liant à la section « Notes et références ».
Hinrich Schmidt-Henkel (né le 15 novembre 1959 à Berlin) est un traducteur littéraire allemand.
Il est présent notamment dans un très grand nombre des émissions Karambolage de la chaîne de télévision Arte, où il intervient souvent de manière pédagogique comme présentateur à propos d'étymologie.

## Biographie
Hinrich Schmidt-Henkel est le fils du philologue allemand Gerhard Schmidt-Henkel. Il étudie la philologie allemande et des langues romanes à l'université de la Sarre et y obtient son examen d'État en 1988. Il vit depuis 1996 comme traducteur à Berlin.
Depuis 1987, il traduit en allemand des textes littéraires français, norvégiens et italiens — de la prose, des poèmes et des pièces de théâtre.
Depuis la fin des années 1990, il traduit l'œuvre de Jon Fosse, prix Nobel de littérature 2023 (drames, romans, essais et poésies).
Il traduit entre autres des œuvres d'Albert Camus (théâtre), Louis-Ferdinand Céline, Denis Diderot, Jean Echenoz, Hervé Guibert, Michel Houellebecq, Edouard Louis, Tanguy Viel, Erik Fosnes Hansen, Jon Fosse, Henrik Ibsen, Erlend Loe, Jo Nesbø, Tarjei Vesaas ou encore de Stefano Benni, Massimo Carlotto.
De 2008 à 2017, Schmidt-Henkel préside l'association des traducteurs littéraires et scientifiques allemands (Verband Deutschsprachiger Übersetzer Literarischer und Wissenschaftlicher Werke) et est toujours membre du comité de direction.
Il est nommé Chevalier de l'Ordre des Arts et des Belles lettres en 2014. En 2015, il reçoit le prix Eugen-Helmlé de la traduction.